# پرنسس می (کشتی بخار)
پرنسس می (کشتی بخار) (به انگلیسی: Princess May (steamship)) یک کشتی بود که طول آن ۲۴۹ فوت (۷۶ متر) بود. این کشتی در سال ۱۸۸۸ ساخته شد.